# 神吉三郎
神吉 三郎（かんき さぶろう、1899年（明治32年） - 1952年（昭和27年））は、英文学者、翻訳家。長男は直木賞作家の神吉拓郎。

## 人物・来歴
栃木県生まれ。1923年（大正12年）東京帝国大学文学部英文科卒。卒業論文は「ウィリアム・ブレイク論」。同期卒業した本多顕彰（英文学者、評論家）によると、在学中は小説を書き、同人雑誌を出しており、「辛辣な皮肉屋」との評があったという。
卒業後は陸軍大学校の語学教師として勤務し、教授になる。
伝記文学の傑作とされる『サミュエル・ヂョンスン伝』を翻訳し、1941年6月、上巻を刊行（岩波文庫）。戦局が厳しくなる中、中巻の出版は果たせず（陸軍の文官だったため参謀総長の許可が必要であったが不許可とされた。検閲された原稿は「愛国心は悪漢の最後のかくれがである」という部分に赤鉛筆の線が引いてあったという。）、完結したのは終戦後の1948年であった。
1945年9月に陸軍大学校は廃校。公職追放となり、苦しい生活を送った。1950年、東京大学教養学部講師。在任中の1952年に死去。

## 訳書
- フランシス・ベーコン『ベーコン随筆集』岩波書店〈岩波文庫〉、1935年9月。NDLJP:1038911。
  - フランシス・ベーコン『ベーコン随筆集』（復刻版）一穂社〈名著/古典籍文庫〉、2004年12月。ISBN 9784861810152。
- オリヴァー・ゴールドスミス『ウェークフィールドの牧師』岩波書店〈岩波文庫〉、1937年11月。
- ジェイムズ・ボズウェル『サミュエル・ジョンスン伝 上』岩波書店〈岩波文庫〉、1941年6月。NDLJP:1131728。
  - ジェイムズ・ボズウェル『サミュエル・ジョンスン伝 中』岩波書店〈岩波文庫〉、1946年12月。NDLJP:1131734。
  - ジェイムズ・ボズウェル『サミュエル・ジョンスン伝 下』岩波書店〈岩波文庫〉、1948年1月。NDLJP:1131745。一括復刊、1988年
- ベイジル・リデル＝ハート『近代軍の再建』岩波書店〈軍事文化叢書〉、1944年5月。
- トーマス・カーライル『ゲーテ論』育生社、1948年1月。NDLJP:1132011。
- チャールズ・ラム『ユリシーズの冒険』新月社〈少年世界文学〉、1949年6月。
- ウィリアム・ヘイズリット『時代の精神』日本評論社〈世界古典文庫〉、1949年11月。
  - ウィリアム・ヘイズリット『時代の精神－近代イギリス超人物批評』（新装改版）講談社〈講談社学術文庫〉、1996年1月。ISBN 9784061592131。
- フランシス・ベーコン『生活と倫理』文藝春秋新社〈文藝春秋選書〉、1949年3月。
- ヘンリー・デイヴィッド・ソロー『森の生活 ウォールデン』 上、岩波書店〈岩波文庫〉、1951年5月。
- ヘンリー・デイヴィッド・ソロー『森の生活 ウォールデン』 下、岩波書店〈岩波文庫〉、1951年5月。
  - ヘンリー・デイヴィッド・ソロー『森の生活 ウォールデン』（改版）岩波書店〈岩波文庫〉、1979年5月。ワイド版1991年12月